# Samsung Gear VR
Samsung Gear VR — устройство виртуальной реальности, наголовный дисплей, разработанный компанией Samsung в сотрудничестве с Oculus VR. Впервые устройство было представлено 3 сентября 2014 года на выставке IFA 2014.
В отличие от Oculus Rift, Gear VR полностью автономен и не требует подключения к ПК.
В отличие от Google Cardboard, Gear VR для слежения за наклонами и поворотами головы использует не акселерометр и гироскоп смартфона, а датчики, встроенные в сам шлем.
Gear VR не имеет собственного дисплея и работает в связке только со смартфонами Samsung Galaxy (Galaxy Note 4, Galaxy Note 5, Galaxy Note 7, Galaxy S6/S6 Edge/S6 Edge+, Galaxy S7/S7 Edge, Galaxy S8/S8+, Galaxy A8, Galaxy S9/S9). Устройство представляет собой приспособление для закрепления смартфона на голове перед глазами. Снабжено линзами, регулятором фокусировки, сенсорной панелью управления, регулятором громкости, а также оснащено дополнительными датчиками наклона головы, что увеличивает точность позиционирования и уменьшает время задержки изображения. Источником звука также является смартфон. Соединение очков со смартфоном осуществляется посредством microUSB 1.1.

## Версии
Первая версия Samsung Gear VR, SM-R320, была выпущена в декабре 2014 года. Эта версия совместима только с Galaxy Note 4. Версия была предназначена в основном для разработчиков, чтобы они успели создать контент к официальному выпуску потребительской версии устройства.
Второй версия Samsung Gear VR, SM-R321, была выпущена в марте 2015 года. Это устройство поддерживает только Galaxy S6 и Galaxy S6 Edge. Был добавлен порт Micro USB для обеспечения дополнительного питания подключённого устройства, а также небольшой вентилятор внутри для предотвращения запотевания линз.
Следующая версия, SM-R322, была выпущена 20 ноября 2015 года. В этой версии опять несколько незначительных изменений по сравнению с предыдущими поколениями. Прежде всего, эта версия поддерживает шесть устройств Samsung Galaxy: S6, S6 Edge, S6 Edge +, Note 5, S7 и S7 edge. Она также на 19 % легче предыдущей версии, и у неё переработанный тачпад для упрощения навигации.
Модель SM-R323 была выпущена вместе с Samsung Galaxy Note 7, главное из отличий — увеличенное поле обзора, плоская панель тачпада, изменение обложки и корпуса устройства для уменьшения бликов. Модель также использует разъём USB-C вместо USB Micro-B для подключения Note 7. 11 октября 2016 года, в связи с отзывом и прекращением производства смартфона Note 7, была отменена поддержка этого телефона по соображениям безопасности.
Обновленная модель SM-R324 с поддержкой Galaxy S8 была выпущена 29 марта 2017 года. Samsung также представила Gear VR Controller, он будет входить в комплект с новыми очками, но также его можно будет приобрести и отдельно.